# Claudia Missana
Claudia Missana Mancilla (Santiago de Chile, 1964) es una artista visual y pintora chilena que ha incursionado principalmente en el arte conceptual, el land art y el arte minimalista.

## Vida y obra
Realizó estudios inconclusos en antropología en la Universidad de Chile y periodismo en la Pontificia Universidad Católica de Chile; posteriormente, egresaría de esta última casa de estudios como licenciada en artes plásticas que complementaría con un máster en Diseño Digital y Multimedia.
En sus obras ha incursionado en distintos formatos, entre los que se encuentran el uso de instalaciones, pintura, dibujos y fotografías, que abordan «manifestaciones del expresionismo abstracto pictórico y el arte conceptual (...) [y la] reflexión artística sobre los cambios que sufren los materiales y las estructuras físicas».
Exposiciones y distinciones
Ha participado en varias exposiciones individuales y colectivas durante su carrera, entre ellas la I Bienal Ciudad de Temuco (1996), la V Bienal del Mercosur en Porto Alegre (2005), además de las muestras Proyecto Borde en el Museo de Arte Contemporáneo de Valdivia (1999), Ruinas (2003), No Palabra (2003) y Human Rights, Copy Rights (2011) en el Museo de Arte Contemporáneo de Santiago, La letra y el cuerpo en el Centro Cultural Palacio de La Moneda (2006), El Mismo Cielo. Fundación Migliorisi en el Centro de Artes Visuales Museo del Barro de Asunción (2006), Circuito Abierto del Museo Nacional de Bellas Artes de Chile (1994), Chile Channel (2007) y Minimalismo made in Chile (2013) en el Centro Cultural Matucana 100, entre otras exposiciones en Chile, Estados Unidos, América Latina y Australia.
El año 2004 recibió una nominación al Premio Altazor de las Artes Nacionales en la categoría instalación y videoarte por No palabra. Extremo Centro.